# Биволарија (Сучава)
Биволарија (рум. Bivolăria) насеље је у Румунији у округу Сучава у општини Викову Де Сус. Oпштина се налази на надморској висини од 463 m.

## Становништво
Према подацима из 2002. године у насељу је живело 2959 становника, од којих су сви румунске националности.